# James Naismith
James A. Naismith (Almonte, 6 novembre 1861 – Lawrence, 28 novembre 1939) è stato un docente, allenatore di pallacanestro e inventore canadese naturalizzato statunitense nel 1925. È stato soprannominato Jim e The Doc.
Docente di educazione fisica e laureato in medicina, fu colui che inventò la pallacanestro: scrisse infatti le prime 13 regole fondamentali del gioco e organizzò la prima partita sperimentale, che venne disputata il 21 dicembre 1891 dal cosiddetto First Team presso una palestra dello Springfield College situata ad Armory Street, a Springfield, Massachusetts.
A Naismith è inoltre attribuita l'invenzione del casco indossato dai giocatori di football americano.

## Biografia

### Primi anni

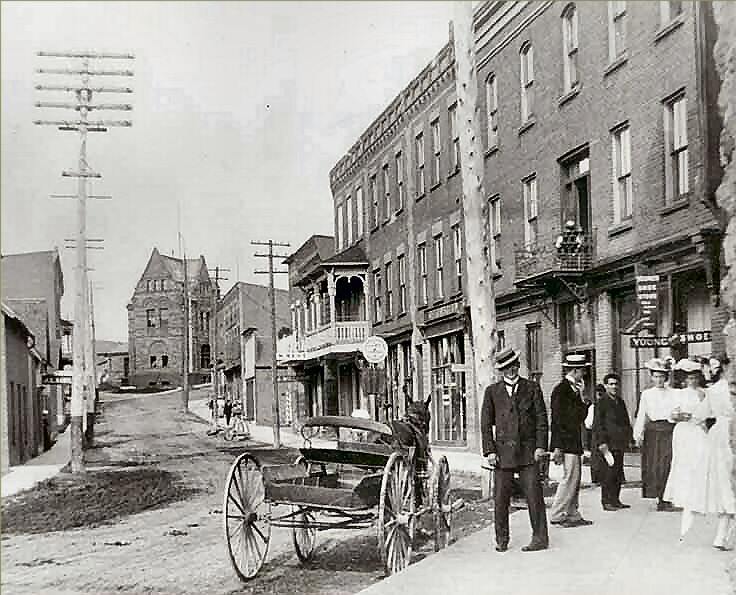
Una strada di Almonte, sul finire del XIX secolo

Naismith nacque ad Almonte, un villaggio situato a circa 65 km a ovest di Ottawa, nella provincia canadese dell'Ontario. Era il primogenito di una famiglia di immigrati scozzesi trasferitisi oltreoceano nel 1852: John Naismith e Margaret Young. Il suo nome alla nascita era James; solamente in seguito lo stesso Naismith adottò la A come iniziale di secondo nome. Era noto inoltre con il soprannome "Jim". Aveva una sorella, Annie (nata nel 1858,) e un fratello, Robert (nato nel 1866).
James Naismith iniziò a frequentare la scuola di Almonte, ma già all'età di 7 anni si trasferì con la famiglia a L'Île-du-Grand-Calumet, un piccolo villaggio del Québec sul fiume Ottawa, dove il padre aveva aperto una segheria. Nel 1870 divenne orfano di entrambi i genitori, che morirono in seguito a una febbre tifoide: il padre perì il 19 ottobre, la madre il 6 novembre. I tre fratelli Naismith crebbero allora con lo zio materno, Peter Young, e la nonna materna (che sarebbe morta il 3 febbraio 1873), in una fattoria a Bennies Corners, nei pressi di Almonte.
Naismith, su pressione dello zio, continuò a studiare: frequentava una scuola distante circa 4 chilometri da casa; non smise tuttavia di aiutare lo zio nei lavori alla fattoria. A 14 anni si iscrisse all'high school, che lasciò dopo un solo anno di studi per dedicarsi completamente al lavoro in fattoria. Per cinque anni lavorò come taglialegna, finché nel 1881 decise di iscriversi nuovamente a scuola. Grazie all'aiuto dell'insegnante Peter McGregor riuscì a completare gli studi in soli due anni, superando anche gli esami di latino e greco, cosa che gli permise di iscriversi al college.

### Gli anni del college

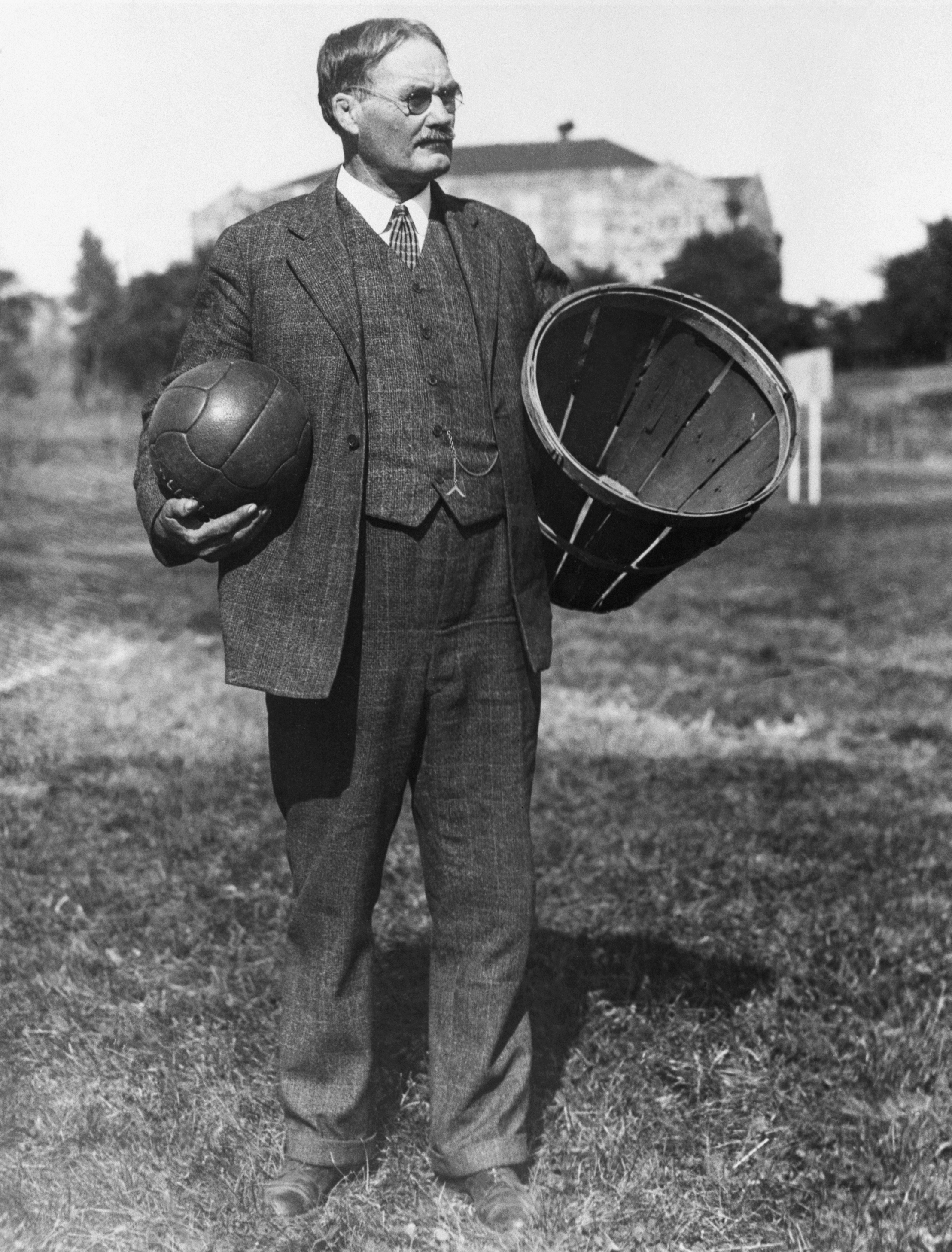
Naismith con una palla e un primo rudimentale canestro

James Naismith si iscrisse alla McGill University di Montréal nel 1883: lasciò pertanto la comunità rurale di Almonte, e si trasferì stabilmente nella città canadese. Il suo intento era quello di diventare un ministro di culto presbiteriano.
Negli anni universitari visse le prime esperienze sportive. Influenzato dal professore di educazione fisica Frederick Barnjum, iniziò a frequentare la palestra e a esercitarsi con la ginnastica. Nell'autunno del 1884 scoprì il football americano: mentre assisteva a un allenamento della squadra universitaria, uno dei giocatori si ruppe il naso; il capitano Sack Elder cercò un volontario tra gli spettatori e il solo Naismith si fece avanti, pur non avendo mai giocato a football prima di allora. Dopo la partita lo stesso Elder chiese a Naismith la disponibilità per sostituire il giocatore infortunato anche in occasione dell'incontro ufficiale seguente; Naismith accettò e da quel giorno divenne giocatore della squadra per i sei anni successivi.
Il 30 aprile 1887 ottenne il bachelor's degree in filosofia, e nello stesso anno si iscrisse al Presbyterian College di Montréal, affiliato alla McGill University. Nel frattempo continuò la propria attività sportiva, riuscendo a coniugare con successo entrambi gli impegni; oltre al football americano e alla ginnastica, si dedicò anche all'atletica leggera e al lacrosse. Fu assunto come insegnante di educazione fisica presso la McGill University, attività che riuscì a combinare con gli studi religiosi. Tuttavia nel 1890 Naismith preferì abbandonare gli studi al Presbyterian College, poco prima di prendere gli ordini. Scelse infatti di andare a insegnare alla Young Men's Christian Association (YMCA) dello Springfield College di Springfield in Massachusetts.

### L'invenzione delbasket ball
1. La palla può essere lanciata in qualsiasi direzione con una o entrambe le mani.
2. La palla può essere colpita in qualsiasi direzione con una o entrambe le mani, ma mai con un pugno.
3. Un giocatore non può correre con il pallone, deve lanciarlo dal punto in cui lo ha preso.
4. La palla deve essere tenuta in una mano o tra le mani; le braccia o il corpo non possono essere usate per tenerla.
5. Non è possibile colpire con le spalle, trattenere, spingere, colpire o scalciare in qualsiasi modo un avversario; la prima infrazione da parte di qualsiasi giocatore di questa regola è contata come un fallo, la seconda squalifica il giocatore fino alla realizzazione del punto seguente o, se è stata commessa con il chiaro intento di infortunare l'avversario, per l'intera partita; non sono ammesse sostituzioni.
6. Un fallo consiste nel colpire la palla con il pugno, nella violazione delle regole tre e quattro e nel caso descritto dalla regola 5.
7. Se una squadra commette tre falli consecutivi, conterà come un punto per gli avversari; consecutivi significa senza che gli avversari ne commettano uno tra di essi.
8. Un punto viene realizzato quando la palla è tirata o colpita dal campo nel canestro e rimane dentro, a meno che i difensori non tocchino o disturbino la palla; se la palla resta sul bordo e l'avversario muove il canestro, conta come un punto.
9. Quando la palla va fuori dalle linee del campo, deve essere rimessa in gioco dalla persona che per prima l'ha toccata; nei casi dubbi, l'umpire deve tirarla dentro il campo; chi rimette in campo la palla ha cinque secondi: se la tiene più a lungo, la palla viene consegnata agli avversari; se una squadra continua a perdere tempo, l'arbitro darà loro un fallo
10. L'umpire è il giudice dei giocatori e prende nota dei falli, comunicando all'arbitro quando ne sono commessi tre consecutivi; ha il potere di squalificare un giocatore secondo la regola 5.
11. L'arbitro è il giudice della palla e decide quando la palla è in gioco, all'interno del campo o fuori, a chi appartiene e tiene il tempo; decide quando un punto è segnato e tiene il conto dei punti con tutte le altre responsabilità solitamente appartenenti ad un arbitro.
12. La durata della gara è di due tempi da quindici minuti, con cinque minuti di riposo tra di essi.
13. La squadra che segna il maggior numero di punti nel tempo utile è dichiarata la vincitrice dell'incontro. Nel caso di pareggio, il gioco può continuare, se i capitani sono d'accordo, fin quando non viene segnato un altro punto.

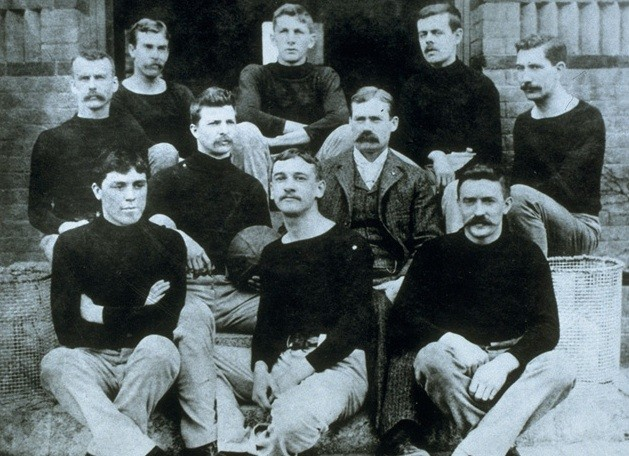
Alcuni componenti del The First Team; al centro, Naismith

Fu allo Springfield College che il dottor Luther Halsey Gulick, responsabile del corso di educazione fisica, chiese a Naismith di cercare qualcosa che potesse distrarre e divertire gli studenti durante le lezioni invernali di ginnastica, che si tenevano al coperto a causa del rigido inverno. In particolare Gulick lo incaricò di inventare un gioco di facile apprendimento da disputare indoor, con poche occasioni di contatto, e che non incidesse troppo sulle casse dell'economato.
Nel suo tentativo di idearne uno nuovo, Naismith si ispirò a un gioco che aveva conosciuto da bambino in Ontario, chiamato "Duck-on-a-rock" (in italiano: "anatra su una roccia"), il cui fattore cruciale era il tiro a parabola di un sasso. Pensò inoltre ad alcuni giochi antichi, come l'azteco Tlachtli e il maya Pok-Ta-Pok; analizzò poi gli sport di squadra più in voga all'epoca (football americano, rugby, lacrosse, calcio).
Dopo circa due settimane di lavoro, Naismith scrisse cinque principî fondamentali. Essi erano i seguenti:
1. Il gioco è praticato con un pallone rotondo, che può essere toccato esclusivamente con le mani.
2. Non è permesso camminare con il pallone fra le mani.
3. I giocatori possono posizionarsi in qualsiasi posizione essi preferiscano, nel corso del gioco.
4. Non è consentito alcun contatto fisico tra i giocatori.
5. Il goal è posizionato orizzontalmente, in alto.

Il 21 dicembre 1891 Naismith tradusse questi principî in tredici regole, che divennero la base di ciò che il giornale studentesco universitario Triangle definì: «A new game» (in italiano: «Un gioco nuovo»). Nello stesso giorno organizzò la prima partita sperimentale della storia, disputata dal cosiddetto First Team: un gruppo di 18 giocatori (gli studenti della classe dello stesso Naismith), suddivisi in due squadre di nove ciascuno. L'incontro terminò con il risultato di 1-0.
Le tredici regole vennero pubblicate sul The Triangle il 15 gennaio 1892: nacque così ufficialmente il nuovo gioco del basket ball (in italiano: palla al cesto).
Naismith organizzò la prima partita ufficiale l'11 marzo 1892 (secondo alcuni si giocò il 2 marzo). Fu un incontro disputato tra una squadra di docenti e una di studenti; vinsero i primi con il risultato di 5-1.
Naismith insegnò allo Springfield College fino al 1895, anno in cui si trasferì allo YMCA di Denver. Nel frattempo si sposò con Maude Sherman il 20 giugno 1894, presso la Hope Congregational Church di Springfield; la coppia ebbe cinque figli.
Trasferitosi in Colorado, continuò a insegnare educazione fisica, divenendo anche direttore del corso. Nel 1898 si laureò in medicina alla Gross Medical School di Denver. Dopo la laurea si trasferì all'Università del Kansas a Lawrence; in Kansas continuò a insegnare educazione fisica, e contemporaneamente introdusse gli studenti al gioco della pallacanestro. Mantenne l'incarico di insegnante fino al 1937, anno in cui andò in pensione.
Fu il primo allenatore di pallacanestro della storia: guidò infatti i Kansas Jayhawks dal 1898 al 1907. Nell'arco di nove stagioni sedette in panchina in 115 occasioni, vincendo 55 incontri e perdendone 60.

### Gli ultimi anni
Naismith divenne ufficialmente cittadino statunitense il 4 maggio 1925. Pochi anni dopo, nel biennio 1927-1928, ricoprì la carica di maestro venerabile della Lawrence Lodge #6 di Lawrence (Kansas); era stato iniziato alla massoneria nel 1894, presso la Roswell Lee Lodge di Springfield (Massachusetts).
Nel frattempo la pallacanestro era divenuto uno sport popolare a livello mondiale, e fu aggiunto al programma olimpico in occasione delle Olimpiadi estive di Berlino 1936; in precedenza vi era stato un torneo di pallacanestro in contemporanea alle Olimpiadi di St. Louis 1904, non riconosciuto ufficialmente dal CIO.
Proprio in occasione dei Giochi di Berlino, Naismith alzò la prima storica palla a due del Torneo olimpico; consegnò la medaglia d'oro agli Stati Uniti e fu nominato presidente onorario della Federazione Internazionale Pallacanestro.
Il 4 marzo 1937 perse la moglie Maude, morta nel sonno a causa di un attacco di cuore, dopo 43 anni di matrimonio. Naismith si risposò dopo due anni con Florence Kincaid, vedova da quattro: il matrimonio fu celebrato l'11 giugno 1939 a Lawrence.
Fu membro della Massoneria.
Naismith morì il 28 novembre 1939, pochi mesi dopo essersi risposato, a causa di un infarto conseguente a un'emorragia cerebrale subita il 19 novembre, nella propria casa di Lawrence, situata al 1515 di University Drive. Fu sepolto al Memorial Park Cemetery di Lawrence, insieme con la prima moglie Maude; la seconda moglie, che morì nel 1977, trentotto anni dopo di lui, all'età di 97 anni, fu invece sepolta con il primo marito, presso l'Elmwood Cemetery di Beloit, in Kansas.

## Riconoscimenti

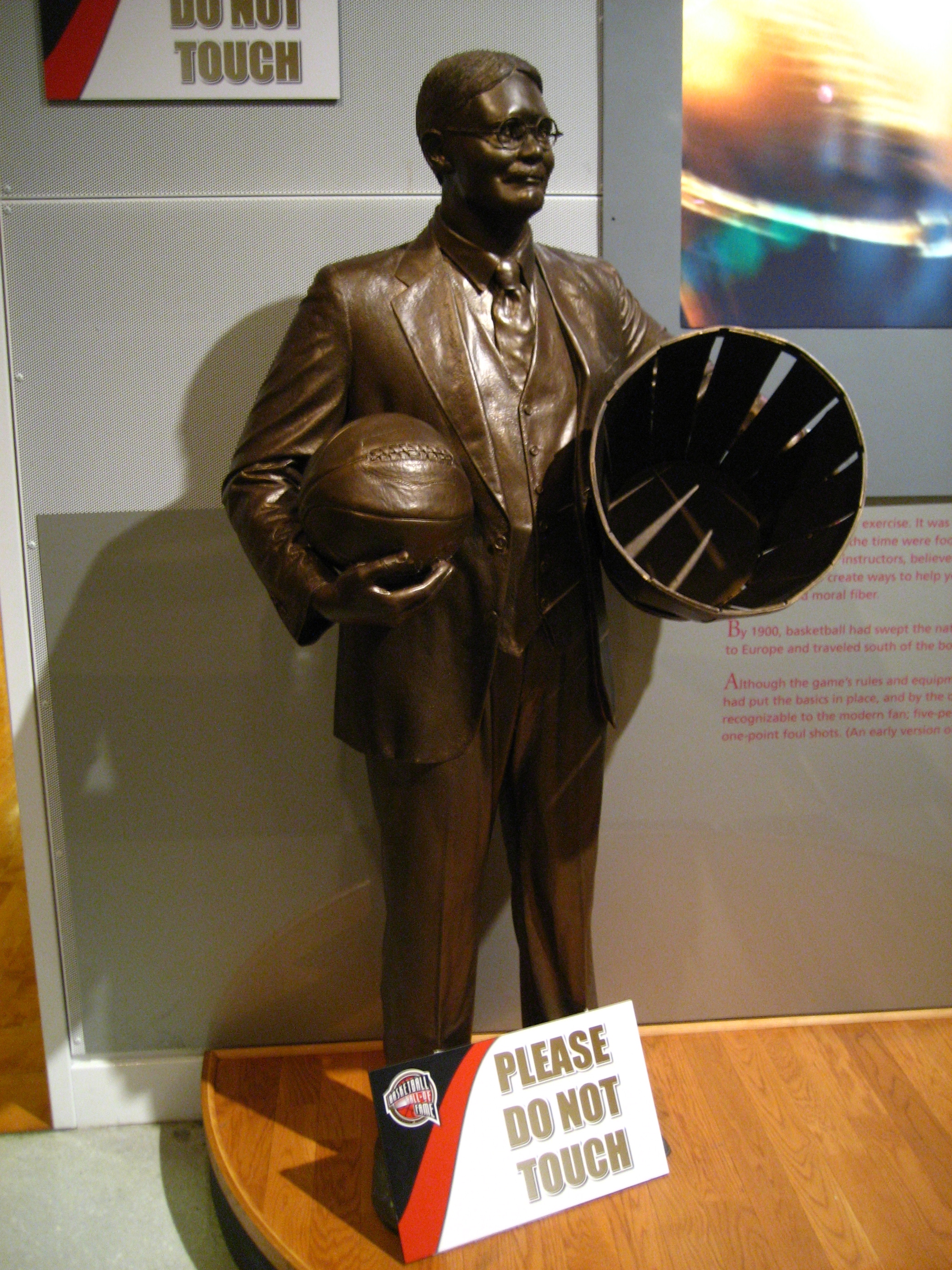
La statua dedicata a Naismith all'interno del Naismith Memorial Basketball Hall of Fame

Nel 1941, due anni dopo la morte, fu pubblicato il libro postumo Basketball: Its Origin and Development a firma dello stesso Naismith, in cui l'autore diede testimonianza autografa delle proprie riflessioni e delle idee avute riguardo alla nascita della pallacanestro. Il libro è nel frattempo divenuto uno dei più rilevanti nella bibliografia della pallacanestro.
Dopo la morte, Naismith fu onorato con numerosi riconoscimenti. Nel 1959 divenne uno dei primi membri del Basketball Hall of Fame, in qualità di contributore; lo stesso Hall of Fame - istituito a Springfield, Massachusetts - fu ufficialmente denominato Naismith Memorial Basketball Hall of Fame in sua memoria.
Dal 2007 il nome di James Naismith figura anche nel FIBA Hall of Fame. È presente inoltre: nel Canada Basketball Hall of Fame; nel Canadian Olympic Hall of Fame; nel Canadian Sports Hall of Fame; nell'Ontario Sports Legends Hall of Fame; nell'Ottawa Sports Hall of Fame; nel McGill University Sports Hall of Fame; nel Kansas State Sports Hall of Fame.
Dal Campionato mondiale maschile di pallacanestro 1967 la FIBA ha istituito il Naismith Trophy, cioè il trofeo assegnato alla nazionale vincitrice dei Campionati mondiali di pallacanestro.
La NCAA conferisce annualmente i Premi Naismith ai migliori giocatori della stagione.
A James Naismith sono state dedicate alcune statue. Nel luglio 2011 ad Almonte, sua città natale, è stata eretta una statua in bronzo realizzata dallo scultore statunitense Elden Tefft; dello stesso scultore sono altre due sculture situate a Lawrence in Kansas e a Springfield, presso lo Springfield College. Un'altra statua è presente all'interno del Naismith Memorial Basketball Hall of Fame. Ad Almonte esisteva anche il Naismith Museum, inaugurato nel 1989 per opera della Naismith Foundation; la collezione è stata trasferita nel 2011 nella città di Mississippi Mills.

## Statistiche

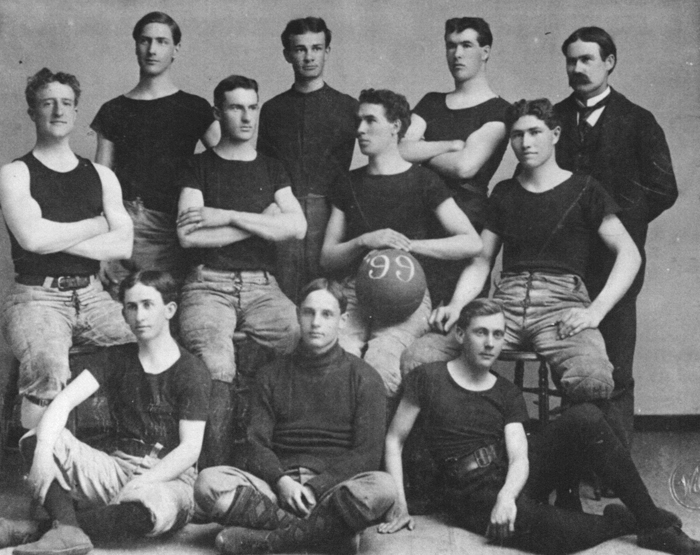
I Kansas Jayhawks nel 1899; Naismith è il primo da destra

Naismith ha allenato la squadra di pallacanestro maschile dell'Università del Kansas dal 1898 al 1907.
| Stagione        | Squadra         | Statistiche     | Statistiche | Statistiche | Statistiche | Statistiche |
| Stagione        | Squadra         | Lega            | G           | V           | P           | V/P (%)     |
| --------------- | --------------- | --------------- | ----------- | ----------- | ----------- | ----------- |
| 1898-99         | Kansas Jayhawks | Indipendente    | 11          | 7           | 4           | 63,6        |
| 1899-00         | Kansas Jayhawks | Indipendente    | 7           | 3           | 4           | 42,9        |
| 1900-01         | Kansas Jayhawks | Indipendente    | 12          | 4           | 8           | 33,3        |
| 1901-02         | Kansas Jayhawks | Indipendente    | 12          | 5           | 7           | 41,7        |
| 1902-03         | Kansas Jayhawks | Indipendente    | 15          | 7           | 8           | 46,7        |
| 1903-04         | Kansas Jayhawks | Indipendente    | 13          | 5           | 8           | 38,5        |
| 1904-05         | Kansas Jayhawks | Indipendente    | 11          | 5           | 6           | 45,5        |
| 1905-06         | Kansas Jayhawks | Indipendente    | 19          | 12          | 7           | 63,2        |
| 1906-07         | Kansas Jayhawks | Indipendente    | 15          | 7           | 8           | 46,7        |
| Totale Carriera | Totale Carriera | Totale Carriera | 115         | 55          | 60          | 47,8        |